# غدا تتفتح الزهور (مسلسل)
غدا تتفتح الزهور مسلسل اجتماعي مصري من تأليف يوسف عوف، وإخراج إبراهيم الشقنقيري وإنتاج قطاع الإنتاج - اتحاد الإذاعة والتلفزيون (ج.م.ع) عام 1984.

## قصة العمل
يحكي المسلسل عن أم لثلاثة أطفال تعيش منفصلة عن زوجها، ونظرًا لعملها تستعين بإحدى المدرسين لتدريس الأولاد، ومن هنا تتغير الأحداث حيث يرتبط الأطفال بمعلمهم ارتباط شديد نظرا لفقدانهم الأب وثم تتقدم الأحداث لتتكون علاقة حب بين المدرس والأم، وفي نهاية القصة سيضحي المدرس والأم بحبهم من أجل سعادة أطفالهم، التي سوف تكون طبيعية في بيت به أمهم وأبيهم الفعلين.

## بطولة
| - سميرة أحمد - محمود ياسين - صلاح قابيل - جميل راتب - أحمد راتب | - راوية سعيد - إنعام سالوسة - فؤاد خليل - هالة فاخر - عبد السلام الدهشان | - سيد صادق - فخري عازر - رجاء أمين - سيد علام - مصطفى كمال | - محمود الحفناوي - أحمد أبو عبية - مطاوع عويس - رشدي عسكر - رأفت راجي | - صلاح صادق - محمد عتريس - وليد يحيى: (رؤوف) - ريم حسن: (فريال) - مدحت مرسي | - علية عبد المنعم - صباح محمود/صباح شحاتة/صباح عبد العزيز - وائل حسن - نادية شمس الدين - حلمي عبد الوهاب |